# Pour le pire et pour le meilleur
Cet article possède un paronyme, voir Pour le meilleur et pour le pire.
Pour plus de détails, voir Fiche technique et Distribution.
Pour le pire et pour le meilleur (As Good as It Gets) est un film américain réalisé par James L. Brooks et sorti en 1997.
Le film est un succès autant critique que commercial. Il reçoit également de nombreuses récompenses et nominations. Chose plutôt rare, les deux interprètes principaux Helen Hunt et Jack Nicholson remportent respectivement les Oscars de la meilleure actrice et du meilleur acteur, une première depuis Le Silence des agneaux (1991).

## Synopsis
Melvin Udall est ce qu'on peut appeler un « sale type », provocateur, insolent et égoïste. Cet écrivain, reclus dans son luxueux appartement de Manhattan, rédige à la chaine des romans sentimentaux à succès. Il est par ailleurs atteint de troubles obsessionnels compulsifs, ce qui fait de lui un asocial. La seule personne qui semble le supporter, sans pour autant le ménager, est Carol Connelly, serveuse du restaurant dans lequel il a sa table attitrée. À la suite de l'hospitalisation de son voisin Simon Bishop, agressé chez lui, Melvin se trouve obligé de s'occuper du chien de celui-ci, Verdell. De plus, ne pouvant plus s'occuper de son fils malade, Carol est contrainte d'abandonner son poste de serveuse. Bousculant toutes ses habitudes et manies, l'obligation de s'occuper d'autre chose que lui-même amène Melvin à nouer peu à peu des relations avec ses semblables,.

## Fiche technique
Sauf indication contraire, les informations mentionnées dans cette section peuvent être confirmées par la base de données cinématographiques IMDb,  présente dans la section « Liens externes ».
- Titre francophone : Pour le pire ou pour le meilleur
- Titre original : As Good as It Gets
- Titre de travail : Old Friends[3]
- Réalisation : James L. Brooks
- Scénario : Mark Andrus et James L. Brooks, d'après une histoire de Mark Andrus
- Musique originale : Hans Zimmer (additionnelle : Harry Gregson-Williams, Heitor Pereira et Justin Caine Burnett)
- Directeur de la photographie : John Bailey
- Montage : Richard Marks
- Production : Laura Ziskin, Laurence Mark (en), Owen Wilson et Richard Sakai
- Sociétés de production : TriStar et Gracie Films
- Société de distribution : TriStar Pictures
- Budget : 50 000 000 $
- Langue originale : anglais
- Genre : comédie romantique et dramatique
- Format : couleurs (Technicolor) - 1,85:1
- Durée : 139 minutes
- Dates de sortie[4] : 
  - États-Unis : 23 décembre 1997 (sortie limitée)
  - États-Unis : 25 décembre 1997
  - Belgique, France : 18 février 1998

## Distribution
- Jack Nicholson (VF : Jean-Pierre Moulin) : Melvin Udall
- Helen Hunt (VF : Josiane Pinson) : Carol Connelly
- Greg Kinnear (VF : Arnaud Bedouët) : Simon Bishop
- Cuba Gooding Jr. (VF : Thierry Desroses) : Frank Sachs
- Skeet Ulrich (VF : Fabrice Josso) : Vincent Lopiano, le modèle peinture
- Shirley Knight (VF : Yvette Petit) : Beverly Connelly
- Jesse James (VF : Alexis Pivot) : Spencer Connelly
- Yeardley Smith : Jackie Simpson
- Lupe Ontiveros : Nora Manning
- Harold Ramis (VF : Mario Santini) : Dr Martin Bettes
- Lawrence Kasdan : Dr Green
- John F. O'Donohue (en) (VF : Robert Darmel) : l'inspecteur Ray
- Ross Bleckner (VF : Olivier Granier) : Carl
- Bibi Osterwald : la voisine
- Julie Benz : la réceptionniste
- Shane Black (VF : Boris Rehlinger) : le patron du Cafe 24
- Leslie Stefanson : la serveuse du Cafe 24
- Tom McGowan (VF : Michel Tugot-Doris) :  Maitre D'
- Brian Doyle-Murray (VF : Jo Doumerg) : le concierge
- Jamie Kennedy (VF : Boris Rehlinger) : l'un des agresseurs
- Missi Pyle : la 2e serveuse du Cafe 24
- Maya Rudolph : la policière
- Peter Jacobson : l'homme à table au restaurant
- Lisa Edelstein : la femme à table au restaurant
- Randall Batinkoff (VF : Laurent Natrella) : l'homme au RDV de Carol

## Production
Le scénario est initialement développé par Mark Andrus. Le projet est un temps intitulé Old Friends. Le magazine Movieline le classe parmi les meilleurs films en attente de production. Il est un temps prévu que Kevin Kline tienne le rôle principal avec Mike Newell comme réalisateur. James L. Brooks rejoint le projet comme réalisateur et retravaille également le script.
Sur les conseils du compositeur Hans Zimmer, le titre original Old Friends est changé en As Good as It Gets.
James L. Brooks écrit le rôle de Melvin Udall en pensant à Jack Nicholson. S'il imagine un temps Jim Carrey ou John Travolta, il n'envisage aucun autre acteur pour le rôle.
Le rôle de Carol est proposé à Uma Thurman, finalement jugée trop jeune par les producteurs. Le rôle est proposé à Melanie Griffith, qui devra finalement y renoncer en raison de sa grossesse. Courtney Love le refuse, préférant alors se concentrer sur ses projets musicaux. Le rôle sera proposé par ailleurs à Holly Hunter.
Woody Harrelson a été envisagé pour le rôle de Simon Bishop. Il a fait une lecture chez Jack Nicholson où il est très nerveux. Paul Gross et Art Garfunkel passent une audition pour le rôle. John Cusack sera un temps envisagé mais le rôle reviendra finalement à Greg Kinnear.
Le tournage a lieu en Californie (Long Beach, Los Angeles, Seal Beach, Sony Pictures Studios), dans le New Jersey (Jersey City) et à New York (Brooklyn notamment Park Slope, Manhattan).

## Accueil

### Critique
Pour le pire et pour le meilleur est globalement bien accueilli par la presse. Sur l'agrégateur américain Rotten Tomatoes, il récolte 86% d'avis favorables pour 76 critiques et une note moyenne de 7.2⁄10 et un score de 67⁄100 sur le site Metacritic, basé sur 30 commentaires collectés.

### Box-office
Fort de ses 33 millions d'entrées (aux Etats-Unis), Pour le pire et pour le meilleur est un énorme succès commercial dès sa sortie en salles, en rapportant 314 178 011 $ de recettes au box-office mondial, dont 148 478 011 $ de recettes au box-office américain, pour un budget de 50 millions de dollars.
Aux États-Unis, il démarre en troisième position du box-office pour son week-end d'ouverture, derrière Titanic et Demain ne meurt jamais, avec 12 606 928 $ de recettes. Pendant quinze semaines, il reste dans les dix meilleures places du box-office, avec un total de 136 381 511 $, après avoir atteint les 100 millions à la huitième semaine.
En France, le long métrage est également un succès, puisqu'il totalise 1 241 196 entrées, après neuf semaines à l'affiche. Il est ainsi le 30e meilleur film au box-office annuel français. En Italie, Pour le pire et pour le meilleur est également une réussite au box office avec 1 671 364 spectateurs. La comédie romantique séduit davantage en Allemagne et en Espagne avec respectivement 3 077 487 et 3 468 113 entrées,.

## Distinctions

### Oscars
- Nomination à l'Oscar du meilleur film
- Nomination à l'Oscar du meilleur scénario original - James L. Brooks
- Oscar du meilleur acteur - Jack Nicholson
- Oscar de la meilleure actrice - Helen Hunt
- Nomination à l'Oscar du meilleur acteur dans un second rôle - Greg Kinnear
- Nomination à l'Oscar du meilleur montage - Richard Marks
- Nomination à l'Oscar de la meilleure musique de film - Hans Zimmer

### Golden Globes
- Golden Globe du meilleur film musical ou comédie
- Nomination au Golden Globe du meilleur réalisateur - James L. Brooks
- Nomination au Golden Globe du meilleur scénario - James L. Brooks
- Golden Globe du meilleur acteur dans un film musical ou une comédie - Jack Nicholson
- Golden Globe de la meilleure actrice dans un film musical ou une comédie - Helen Hunt
- Nomination au Golden Globe du meilleur acteur dans un second rôle - Greg Kinnear

### Satellite Awards
- Satellite du meilleur film comédie
- Satellite du meilleur acteur dans une comédie - Jack Nicholson
- Satellite de la meilleure actrice dans une comédie - Helen Hunt
- Nomination au Satellite du meilleur acteur dans un second rôle dans une comédie - Greg Kinnear
- Nomination au Satellite du meilleur acteur dans un second rôle dans une comédie - Cuba Gooding Jr.
- Nomination au Satellite de la meilleure actrice dans un second rôle dans une comédie - Shirley Knight

### SAG
- SAG du meilleur acteur - Jack Nicholson
- SAG de la meilleure actrice - Helen Hunt
- Nomination au SAG du meilleur acteur dans un second rôle - Greg Kinnear

## Autour du film
Pour son interprétation dans ce film, Jack Nicholson remporte son troisième Oscar (son second comme meilleur acteur dans un rôle principal), égalant à l'époque le record de Walter Brennan (trois Oscars), puis celui d'Ingrid Bergman pour le nombre et le type de trophées gagnés (deux comme meilleur rôle principal et un comme meilleur second rôle). Lorsqu'il monte sur scène pour recevoir son prix, l'acteur marche comme son personnage. Il rend également hommage à son ami J. T. Walsh, décédé peu avant la cérémonie.
Le chien Verdell est un griffon bruxellois.